# 1805年バタヴィア共和国憲法国民投票
1805年10月16日、バタヴィア共和国憲法国民投票（バタヴィアきょうわこくけんぽうこくみんとうひょう）が行われた。4年前の1801年バタヴィア共和国憲法国民投票で新憲法が成立したが、フランスはバタヴィア当局に圧力をかけ、行政権が1人の手に集まる憲法を通過させた。その1人とは法律顧問であり、ルトガー・ヤン・スヒンメルペニンクが初代法律顧問となった。新憲法は87か条で構成され、19議席で構成される議会を定めた。この議会の代議士は任期が3年間で、法案を通過するか拒否する権力を有したが、法案を改正する権力はなかった。新憲法は投票者の99.96%から賛成された。

## 結果
| 投票                   | 票数    | 割合 (%) |
| ---------------------- | ------- | -------- |
| 賛成                   | 353,186 | 99.96    |
| 反対                   | 136     | 0.04     |
| 無効票、白票           | 0       | –        |
| 合計                   | 353,322 | 100      |
| 有権者数/投票率        | 353,322 | 100      |
| 出典: Direct Democracy |         |          |